# Mesaiokeras spitsbergensis
Mesaiokeras spitsbergensis is een eenoogkreeftjessoort uit de familie van de Mesaiokeratidae. De wetenschappelijke naam van de soort is voor het eerst geldig gepubliceerd in 2004 door Schulz & Kwasniewski.